# Виртуелна стварност
Виртуелна реалност (енгл. virtual reality), позната и скраћено као ВР (енгл. VR), скуп је технологија које се, у једном смеру, користе за синтетизацију аутентичног склопа визуелних, звучних, додирних, а понекад и других чулних искустава како би пружиле илузију да практично непостојеће ствари дефинисане и смештене само у рачунарској меморији могу да се виде, чују, додирну и осете на неки други потребан начин. У другом смеру, ове технологије се користе да би аутентично регистровале људске покрете, звуке и друге могуће улазне податке на начин који је рачунару тачан и обрадив. Оба ова смера дејства — од рачунара ка човеку и од човека ка рачунару — се користе да би пружили имерзивни и интерактивни интерфејс између виртуелних светова и људи или других врста корисника. С обзиром да више од једног корисника може да учествује у овом процесу, виртуелна реалност се може схватити и као медијум.
Виртуелна стварност представља коришћење рачунара и специјалних хардверско - софтверских помагала за генерисање "виртуелног окружења" у реалном времену, које за корисника изгледа стварно. Виртуелна реалност је термин који се користи за дефинисање интерактивног,  тродимензионалног,  компјутерски генерисаног  простора  који  корисници  доживљавају посредством чулних, односно технолошких помагала.
Етимолошки, придев виртуелно (лат. виртус) означава оно што долази  из привида,  што је  нестварно, постоји  само у  уму, нема  физички  облик  (али  се уз  помоћ софтвера  чини  да  га има),  док  је  именица  реалност  (лат.  реалис)  чињенично  и стварно стање  ствари које  постоје и  могу  бити доживљене. Иако  је  кованица  виртуелна  –  стварност  наизглед контрадикторна, она  би могла  бити схваћена  као  креирање нестварног,  синтетичког  микросвета  у  стварном, постојећем  свету. Имерзија  означава ментално  или  физичко  утонуће,  утапање  и  уроњавање  у неки садржај или медиј. Она је „сензација присутности унутар једног  окружења;  може бити  чисто  ментално стање или се може  постићи  физичким  средствима:  физичко  утонуће одређује карактеристику виртуелне стварности“. Симулација виртуелне  стварности настоји  да створи  неприродно  искуство физичког и менталног присуства на имагинарном месту, те да  завара ум  да се  налази на  другој  локацији. Технологија виртуелне стварности базирана је на чулима вида, слуха и додира и заснована је на интерфејсу човек-рачунар. Неки од синонима за виртуелну реалност су: артифицијелна или вештачка  стварност, сајбер – простор,  виртуелна присутност, телеприсутност  и  компјутерски  генерисано  окружење.

## Историја
За почетак развоја виртуелне стварности сматра се машина коју је конструисао Еdwin Link 1929. године, која је путнику давала осећај да лети авионом. Почетком 60-тих година 20. века, Мортон Хеилиг конструисао је уређај "Сенсорама", који је коришћењем светла, звука, покрета и мириса, "увлачио" учесника у вожњу мотоцикла кроз Бруклин и остале градове. Овај уређај касније је еволуирао у уређај за обуку пилота. Иновације од 1960-1970. године допринеле су напретку технологије виртуелне стварности. Један од њих је и рад Ајван Садерланда "Тhе Ultimate Display" објављен 1965. године. У овом раду аутор је покушао да објасни како рачунар може да омогући "прозор" у виртуелни свет. Исти аутор је 1968. године конструисао први ХМД (Head Mounted Display), који је омогућавао праћење позиције корисника, могао је да прикаже жичани модел окружења, као и да генерише приказ за лево и десно око корисника. Паралелно са радом Садерланда истраживачки тим са Универзитета Северна Каролина, започео је "GROPE" пројекат који је имао за циљ да истражи force-feedback у реалном времену. Као резултат овог пројекта корисник је могао да осети додир у виртуелном свету. 
Вредност тржишта које покривају технологије виртуелне стварности је 24 милијарде долара (2000) и 22,3 милијарде долара (2001). Годишњи раст тржишта од 1997-2001 године је око 17 %. У 2001. години, примена технологија виртуелне реалности била је најзаступљенија у области развоја виртуелних прототипа, музеја и изложби, евалуације дизајна, визуализације истраживачких података и у архитектури.

## Класификација система виртуелне стварности
Да би се извршила класификација система виртуелне реалности потребно је дефинисати четири основне карактеристике сваког система виртуелне реалности а то су:
- степен "утапања" корисника у виртуелни свет (енг. immersion - имерзивност),
- присутност (енг. presence),
- навигација (енг. navigation)
- интеракција корисника са светом виртуелне стварности

Систем виртуелне реалности у који корисник може тотално да се  "утопи", то јест не може да закључи шта је реално, а шта виртуелно  сматра се високо имерзивним системом. Присутност корисника у виртуелном свету дефинише се могућношћу да корисник може да види своје тело или руку у виртуелном свету при чему покрети тела у виртуелном свету треба да одговарају покретима у реалном свету. Степени имерзивности и присутности најчешће су обрнуто пропорционални један другом, што је последица различитих могућности хардвера који се користе у системима виртуелне стварности.
Различити типови виртуелних система према степену имерзивности у зависности од улазно-излазних уређаја, резолуције, степена интеракције са корисником и цене система приказани су у табели. 
| ВР систем       | Неимерзиван ВР систем                | Полуимерзиван ВР систем                      | Потпуно имерзиван ВР систем |
| --------------- | ------------------------------------ | -------------------------------------------- | --------------------------- |
| Улазни уређаји  | миш, тастатура, џојстик              | џојстик, рукавице, 3Д миш                    | рукавице, гласовне команде  |
| Излазни уређаји | стандардни монитор високе резолуције | велики монитори, велики пројекторски системи | ХМД, ЦАВЕ                   |
| Резолуција      | висока                               | висока                                       | ниска - средња              |
| Имерзивност     | ниска(нема је)                       | средња - висока                              | висока                      |
| Интеракција     | ниска                                | средња                                       | висока                      |
| Цена            | ниска                                | висока                                       | врло висока                 |

## Карактеристике виртуелне стварности

### Улазно-излазни уређаји
Од улазних уређаја у системима виртуелне реалности најчешће се користе 3Д миш и рукавице. Сви улазни уређаји морају поседовати шест степени слободе (3 транслације и 3 ротације).
3Д миш је улазни уређај који се држи у руци, поседује сензор за праћење и неколико тастера. Најчешће се користи за селекцију предмета у виртуелној стварности и манипулисање са њима. Мана овог уређаја је што не може у потпуности да симулира покрете руком као што су показивање и хватање објеката. Управо ове недостатке отклања рукавица која се користи у виртуелном окружењу. 
Уређаји за приказ виртуелног окружења су доживели велики напредак. Од уређаја за приказ најчешће се користе 3Д екрани, HMD наочари, CAVE (енг. Cave Аutomatic Virtual Environment - кавезно аутоматско виртуелно окружење), виртуелни столови, BOOM (Binocular Omni-Оrientation Monitor).
HMD наочари се састоје од два ЛЦД екрана (по један за свако око) и са сензором који даје положај главе корисника, при чему је корисник комплетно "увучен" у виртуелно окружење. Мана је релативно мала резолуција ЛЦД екрана. 3Д екрани стварају стереоскопску слику која омогућава кориснику да уз употребу специјалних поларизованих наочара (стереоскопске наочаре)  створе илузију просторности виртуелног окружења. Предност им је висока резолуција приказа док је имерзивност прилично мала.
Виртуелни столови састоје се од пројектора који пројектују стереоскопску слику на најчешће стакленој површини, при чему корисник уз употребу поларизованих наочара добија квалитетну 3Д слику виртуелног окружења. Као предност виртуелних столова истиче се висока резолуција, могућност да више корисника учествује у раду, док је мана прилично висока цена.
CAVE је најсавршенији уређај за приказ виртуелног окружења, где се најчешће у простору квадра распоређују површине на које се уз помоћ пројектора врши пројекција виртуелног окружења. Корисник користи поларизоване наочаре да би добио 3Д приказ окружења. Предност је велика имерзивност система, као и могућност да већи број људи учествује у окружењу. Као ману треба истаћи велику цену оваквог система.
У последње време од излазних уређаја који се све чешће користе су хептички уређаји( haptics devices - од грчке речи haptikois што значи могућност додира или хватања), који омогућавају кориснику да може да "додирне" виртуелно окружење преко force-feedbeka. Најпопуларнији хептички уређај је PHANTOM фирме Sensable technologies, који поседује шест степени слободе и омогућава резолуцију до 0,007 [mm].

### Софтвери за генерисање Виртуелног окружења
Од софтверских алата који се користе за генерисање виртуелног окружења, то су пре свега CAD алати уз помоћ којих се врши моделирање објеката виртуелног окружења. Дефинисане објекте затим треба трансформисати у неки од формата који је погодан за приказ окружења у реалном времену, најчешће у неки од полигоналних облика. Затим је потребно доделити објектима одређено понашање, за које такође постоје специјализовани програми као што је WоrldТооlКit. За већину улазно-излазних уређаја постоје развојне библиотеке које корисницима омогућавају програмирање уређаја, које су најчешће писане у C или C++ програмском језику. Једно од развојних библиотека је GHOST, која служи за програмирање Phantom force-feedback уређаја. Најкоришћенија графичка библиотека је OpenGL, пошто је захтев већине ВР апликација приказ у реалном времену.

### Технологија повећане/проширене реалности
Посебна варијанта виртуелне реалности је повећана реалност (енг. Augment reality - АР). Проширена стварност је директни или индиректни поглед уживо на физичко, реално окружење коме су додати или допуњени компјутерски генерисани елементи, као што су: аудио, видео, графика или ГПС подаци.
Циљ АР технологије није да корисника "увуче" у виртуелни свет тј. висока имерзивност, већ да кориснику прикаже свет који се добија комбинацијом виртуелног и стварног окружења. Предност АР технологије је та што она не захтева велику рачунарску "снагу" као ВР технологија, јер се један део окружења моделира, док се други добија из стварног окружења. Због мање рачунарске "снаге", тренутно се технологија АР масовно користи и има више потенцијала од технологије ВР. Данас су заступљене две варијанте имплементације АР технологије: оптичка и видео.
За разлику од оптичког АР система где се путем оптичких комбинатора, комбинују слике реалног и виртуелног окружења, код видео АР система на кациги су монтиране две камере, чији сигнали одлазе на обраду у рачунар где се комбинују са виртуелним окружењем и корисник добија генерисану слику за свако око посебно. Класичан пример оптичког АР система представља HUD (Head Up Display) који користе пилоти у борбеним авионима.

## Примена ВР
Области у којима је могућа примена технологије виртуелне реалности су:
- виртуелно пројектовање
- виртуелна производња
- виртуелна израда прототипа
- виртуелна монтажа склопова
- планирање одржавања

ВР технологија може узети улогу у целокупном "животном веку" једног производа од самог смишљања, пројектовања, дистрибуције на тржиште па до одржавања и на крају до рециклаже производа. Технологија  ВР мора се посматрати као скуп компоненти као што су: човек, рачунаром интегрисани методи развоја производа (CAD, CAM, FEA, CAPP...), симулација понашања објеката према законима физике, софтвер за графичко и геометријско процесирање, ВР-хардвер, као и више модални системи интеракције (као што су хептички уређаји).

### Виртуелно пројектовање
У традиционалним CAD системима најчешће коришћени улазни уређаји су миш и тастатура. Сходно томе да је резултат пројектовања 3Д модел, 2Д уређај какав је миш ограничава визуелизацију модела у реалном времену.
CAD системи засновани на технологији ВР (VR-CAD) омогућавају кориснику да на што природнији начин, коришћењем 3Д улазних уређаја, покретима руке и гласом што брже и реалније учествује у процесу моделирања производа.

### Виртуелна производња
Институт за истраживање система универзитета у Мерилендy развили су DFM систем (Design for Manufacturing - пројектовање за производњу), који користи препознавање облика под називом пројекта IMACS. За разлику од класичних CAM система, овај систем има подсистем за анализу обраде пројектованог дела. Виртуелна производња може се користити и у обуци корисника. Аутори су развили систем где је корисник "увучен" у виртуелно окружење помоћу HMD уређаја и употребом рукавице, може покретати операције на виртуелној машини алатки. Такође једна од примена обухвата и моделирање виртуелне фабрике, где корисник може анализирати токове кретања материјала. Једна од примена виртуелне производње омогућава кориснику како да генерише НЦ управљачки програм за машину алатку тако и да изврши симулацију процеса обраде, да би проверио одговарајући НЦ управљачки програм.

### Виртуелна израда прототипа
Виртуелна израда прототипа, користи технологију ВР како би се избегла скупа израда физичког прототипа. Када је виртуелни прототип моделиран, у виртуелном окружењу могу се спровести све потребне анализе на њему, при чему може бити извршена потребна оптимизација самог производа.

### Виртуелно планирање монтаже и демонтаже склопа
Виртуелна монтажа и демонтажа склопа још у стадијуму пројектовања производа, уз помоћ ВР хардвера као што су рукавице, хептички уређај, ХМД, итд. може много пре израде самог производа, омогућити кориснику да сагледа предности и мане склопа који треба да се изради.

### Виртуелно планирање одржавања
Виртуелно планирање одржавања захтева одстрањивање одређеног дела у склопу, како би се извршила његова замена. Једна од улога технологије ВР у планирању одржавања је да се пре израде производа анализира могућност одржавања. Исто тако велика улога технологије ВР је у обуци људи који изводе одржавање.